# Nakolo
Nakolo  es una localidad del distrito de Tatakamotonga, en Tonga. Tiene una población de 408 habitantes en 2021.